# Çavuşçu, Sungurlu
Çavuşçu là một xã thuộc huyện Sungurlu, tỉnh Çorum, Thổ Nhĩ Kỳ. Dân số thời điểm năm 2010 là 226 người.